# Vilargell
Vilargell és un veïnat d'hàbitat dispers de la comuna vallespirenca de Sant Joan de Pladecorts, a la Catalunya del Nord.
És al sud del terme comunal al qual pertany, a la dreta del Tec. És un veïnat d'hàbitat dispers, que havia tingut terme propi, entre 1790 i 1832 en èpoques recents, i terme parroquial propi en èpoques més allunyades en el temps. La seva església parroquial, Sant Julià de Vilargell, és del tot desapareguda, tot i que la toponímia conserva un indret anomenat el Camp de la Capella.